# منطقة نوينكيرشن
مِنْطَقَة نُوينكِيرشنَّ (بالأَلمانِيَّة: Landkreis Neunkirchen) هي دائِرَة أَلمانِيَّة في وِلاَية سَارلَانْد في جُمهُوريَّة أَلمَانيَا الاِتّحاديّة. تضُمّ مِنطَقَة نُوينكِيرشنَّ مدِينتينِ، وخَمس بلَدات. بمِساحة تُقَدَّر بحَوالَي 249 كم².

## صُور

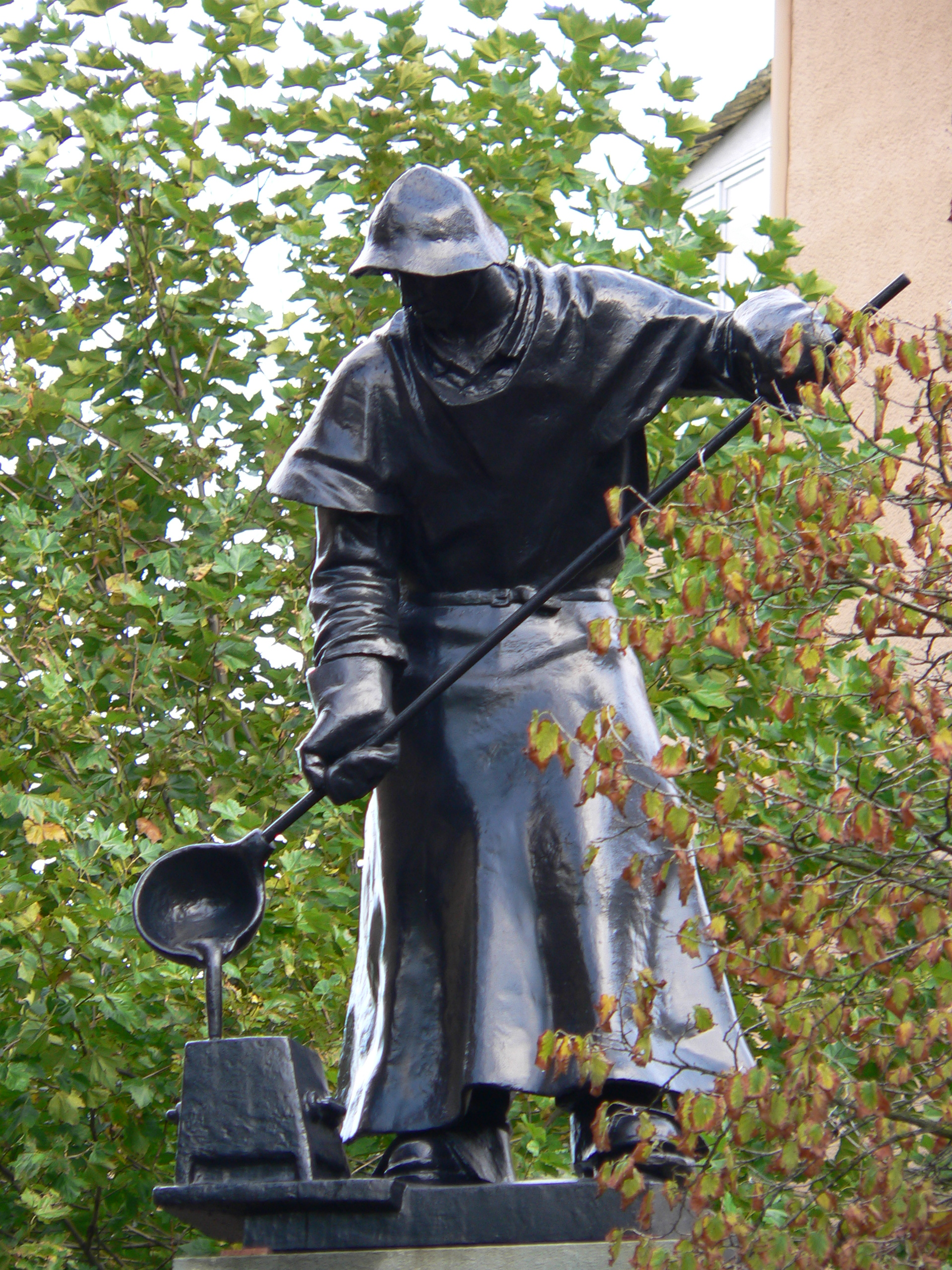
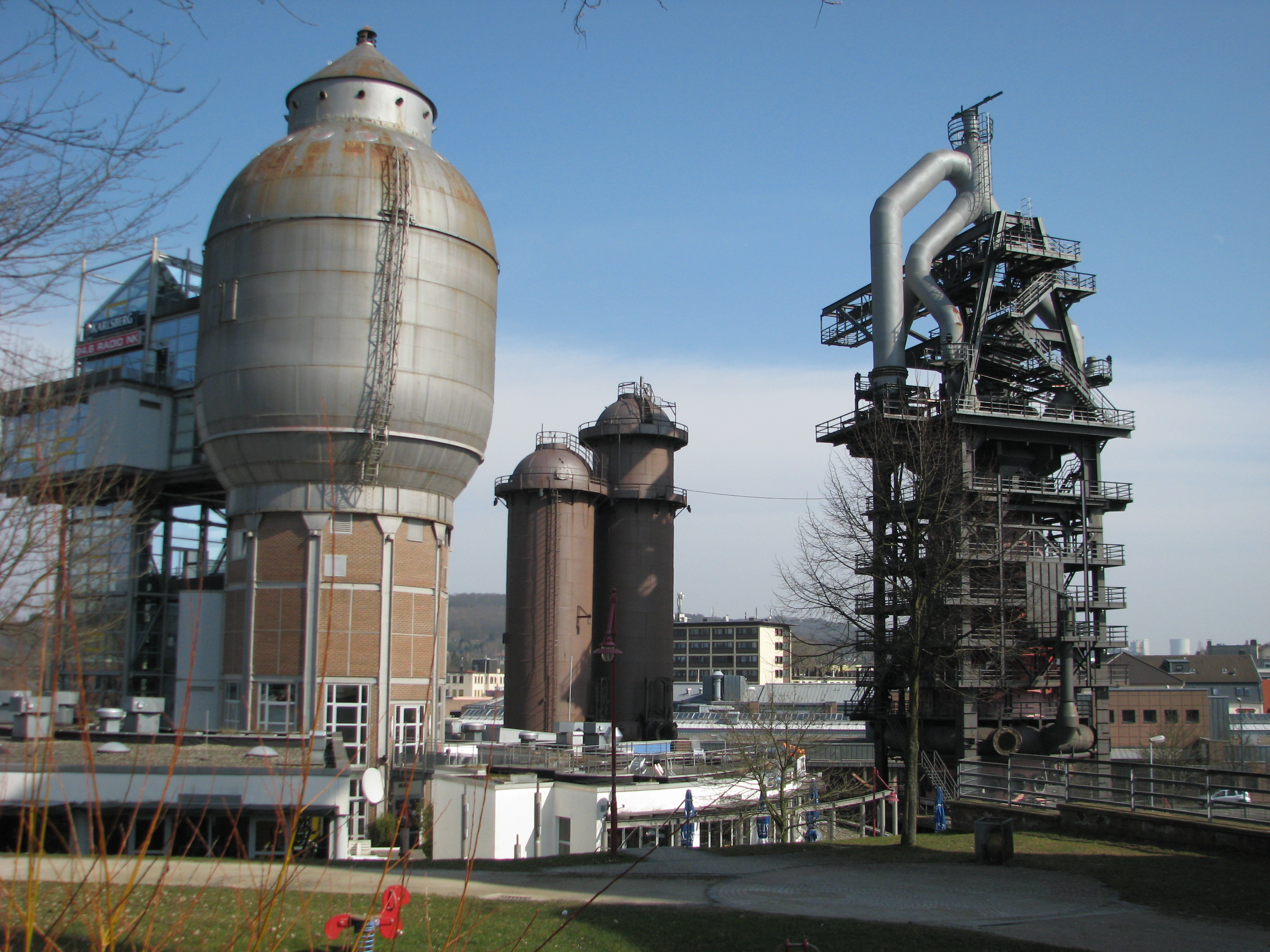
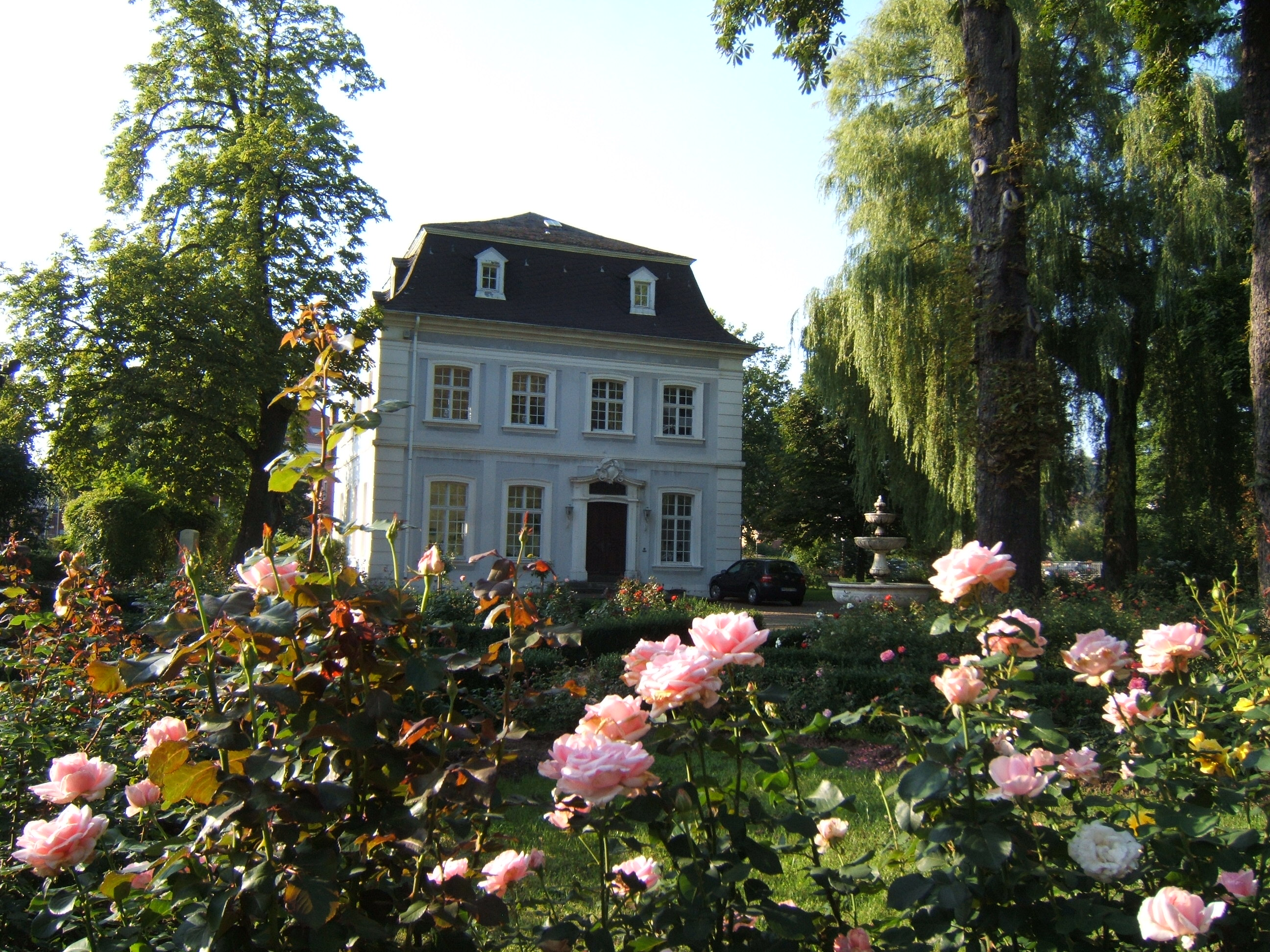
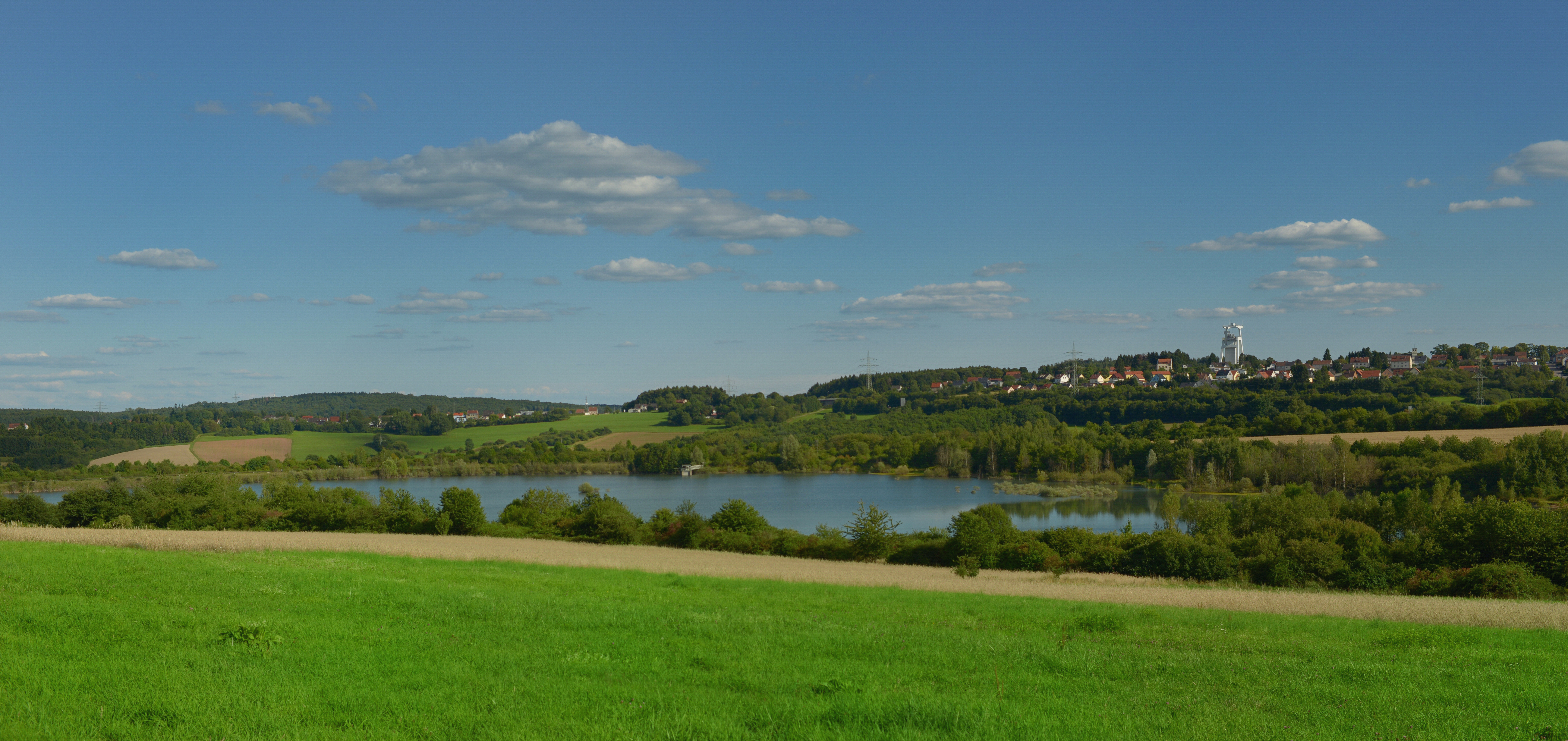

## التّقسِيمات الإِدارِيّة
تضُمّ مِنطَقَة نُوينكِيرشنَّ مدِينتينِ، وخَمس بلَدات. وهي كالتَّالي:

### المُدن
| اِسم المدِينة     | ٱلِٱسم بالأَلمانِيَّة  | عَدد السُكَّان | المِساحَة (كم²) |
| --------------- | ----------------- | ---------- | ------------- |
| مدِينة نُوينكِيرشنَّ | Stadt Neunkirchen | 46٬816     | 75            |
| مدِينة أُوتڤَآيلِر  | Stadt Ottweiler   | 14٬571     | 45            |

### البلدَات
| اِسم البلدَة            | ٱلِٱسم بالأَلمانِيَّة            | عَدد السُكَّان | المِساحَة (كم²) |
| --------------------- | --------------------------- | ---------- | ------------- |
| بَلْدَة إِبِلبُورَنٌّ          | Gemeinde Eppelborn          | 17٬130     | 47            |
| بَلْدَة إِيلِينغنٌّ          | Gemeinde Illingen           | 16٬510     | 36            |
| بَلْدَة مَارشڤَآيلِر        | Gemeinde Merchweiler        | 9٬974      | 13            |
| بَلْدَة شِيفِڤَآيلِر         | Gemeinde Schiffweiler       | 15٬836     | 21            |
| بَلْدَة شبِيزِنٌّ-إلڤِيرسبِيرغٌ | Gemeinde Spiesen-Elversberg | 13٬147     | 11            |

## وُصلات خارجيّة
- الصّفحة الرّسميّة لنُوينكِيرشنَّ (باللُّغَةُ الألمانِيّة).

## مَراجع
1. ↑  Chef der Staatskanzlei, ed. (24. Dezember 1973), Gesetz Nr. 986 zur Neugliederung der Gemeinden und Landkreise des Saarlandes (بالألمانية), Saarbrücken, vol. 1973, p. 857, QID:Q480430 {{استشهاد}}: تحقق من التاريخ في: |publication-date= (help) and الوسيط |at= and |pages= تكرر أكثر من مرة (help)
2. ↑  Chef der Staatskanzlei, ed. (24. Dezember 1973), Gesetz Nr. 986 zur Neugliederung der Gemeinden und Landkreise des Saarlandes (بالألمانية), Saarbrücken, vol. 1973, p. 857, QID:Q480430 {{استشهاد}}: تحقق من التاريخ في: |publication-date= (help) and الوسيط |at= and |pages= تكرر أكثر من مرة (help)
3. 1 2 3 4  GeoNames (بالإنجليزية), 2005, QID:Q830106
4. ↑   https://www.destatis.de/DE/Themen/Laender-Regionen/Regionales/Gemeindeverzeichnis/Administrativ/04-kreise.html. {{استشهاد ويب}}: |url= بحاجة لعنوان (مساعدة) والوسيط |title= غير موجود أو فارغ (من ويكي بيانات) (مساعدة)
5. ↑  GeoNames (بالإنجليزية), 2005, QID:Q830106